# Դ
Դ, դ (da, orm. դա) – czwarta litera alfabetu ormiańskiego. Jest wykorzystywana do oddania dźwięku [d] (język wschodnioormiański) lub [tʰ] (język zachodnioormiański). Została stworzona przez Mesropa Masztoca, podobnie jak pozostałe litery alfabetu ormiańskiego (oprócz օ, ֆ i և).
Litera Դ jest transkrybowana w języku polskim jako D.
W ormiańskim systemie zapisywania liczb literze Դ jest przypisana cyfra 4.

## Kodowanie
| Znak                   | Դ                          | Դ                          | դ                        | դ                        |
| ---------------------- | -------------------------- | -------------------------- | ------------------------ | ------------------------ |
| Nazwa w Unikodzie      | Armenian Capital Letter Da | Armenian Capital Letter Da | Armenian Small Letter Da | Armenian Small Letter Da |
| Kodowanie              | dziesiątkowo               | szesnastkowo               | dziesiątkowo             | szesnastkowo             |
| Unicode                | 1332                       | U+0534                     | 1380                     | U+0564                   |
| UTF-8                  | 212 180                    | d4 b4                      | 213 164                  | d5 a4                    |
| Odwołania znakowe SGML | &#1332;                    | &#x0534;                   | &#1380;                  | &#x0564;                 |